# Pascual de Ampudia
Pascual de Ampudia (Ampudia, 1442-Roma, 21 de julio de 1512) fue un fraile dominico, obispo de Burgos entre 1496 y 1512.
Su apellido paterno era De Rebenga, pero es conocido por el nombre de su pueblo natal. Algunos autores suponen que sus padres eran campesinos muy humildes que completaban sus ingresos con la venta de greda. Ingresó de joven en el Convento de San Pablo de Palencia. Después, con unos veintitrés años, fue a estudiar al Convento de Santo Domingo de Bolonia. Permaneció en Italia más de quince años. De regreso a Castilla, fue elegido vicario general de la provincia de Castilla en 1487, cargo que tuvo hasta 1490. Este puesto se entendió como un triunfo de los reformistas (que defendían un  mayor rigor en la aplicación de la regla dominica) frente a los que defendían una mayor laxitud. 
Gracias al apoyo de los Reyes Católicos, el papa Alejandro VI le nombró obispo de Burgos (en aquel momento, fray Pascual era prior del convento de San Pablo de Palencia). Tomó posesión el 5 de febrero de 1497 a través del procurador Diego de Miranda, en una ceremonia en la catedral de Burgos en la que estuvieron presentes el cardenal Cisneros, los obispos de Salamanca y Astorga, el rey Fernando y el príncipe de Asturias. Ampudia no juró personalmente su cargo hasta septiembre de 1487. Fue titular de la diócesis burgalesa hasta su muerte en Roma en 1512, durante el V Concilio de Letrán. En su tiempo, el obispado de Burgos era el que contaba con mayor número de clérigos en toda Castilla.
Fue un obispo reformista de la práctica religiosa, en la línea de la reforma cisneriana. Para ello, convocó cuatro sínodos (el último en 1511) y realizó frecuentes visitas pastorales con el mismo ánimo de alentar la ejemplaridad religiosa entre clérigos y laicos. Tuvo una relaciones difíciles con el cabildo de la catedral burgalesa, que en numerosas ocasiones puso obstáculos a sus reformas. En el sínodo de 1503 Ampudia reconoció la prerrogativa del cabildo de la catedral de Burgos de dar su consentimiento para convocar sínodos y también para aprobar las constituciones sinodales.
Mandó construir la torre de la iglesia de San Miguel, en su pueblo natal de Ampudia. En la catedral de Burgos, mandó construir la sillería del coro y en el convento de San Pablo de Burgos mandó abovedar el claustro bajo.
Murió en el convento dominico de Santa Maria sopra Minerva, en Roma, donde está enterrado.

## Escudo
Su motivo central era el agnus Dei, abanderado y diademado, a cuyos pies mana una fuente. Su lema era De sub cuius pede fons uius emanat (Bajo cuyo pie mana una fuente viva). También aparecían las armas reales y las de la orden dominica (una cruz terciada en blanco y negro).